# Västerstads almlund
Västerstads almlund är ett naturreservat i Mörbylånga kommun i Kalmar län.
Området är naturskyddat sedan 1989 och är 12 hektar stort. Reservatområdet var på tidigt 1800-tal en skogsäng dominerad av ek och lind dit sedan lundalmen invandrade och trängde ut befintliga trädslag.